# Zona de Narayani
La zona de Narayani (Nepalí: नारायणी) se encontraba localizada en el sur central de la República Federal Democrática de Nepal y era una de las catorce zonas de Nepal. Naraiani fue llamada así por el río Naraiani que está localizado por la frontera occidental de la zona, separándolo de la zona de Lumbini y la zona de Gandaki.
Naraiani quiere decir ‘la amada de Naraian’, y Naraian (‘hijo del Varón [Dios]’) se refiere al dios Visnú.
Poseía una superficie de 8313 km², y una población de 2 466 138 residentes. Por lo que deja una densidad de 296,7 habitantes por kilómetro cuadrado.

## Distritos
Estaba dividida en los siguientes distritos:
- Distrito de Bara
- Distrito de Chitwan
- Distrito de Makwanpur
- Distrito de Parsa
- Distrito de Rautahat

## Geografía
Naraiani contiene partes del Terai, Terai Interior, y las regiones de Colina de Nepal, pero esta no contiene ninguna de las montañas de la región del Himalaya. Naraiani es rica en cuanto a flora y fauna. Posee fronteras internacionales con India (al sur), donde los arnas (toros salvajes) dominan las colinas, la estructura del paisaje de Naraiani puede ser considerada bastante única. El río Naraiani y el río Rapti son los ríos principales de Zona de Naraiani. Los lagos Bisharari y Garuda son algunos pocos lagos en Naraiani.

## Historia
Naraiani solía ser un gran bosque, y los establecimientos comenzaron a formarse después de la Guerra Anglo-Nepalesa. Devghat es también el lugar en esta área donde la gente va allí para practicar la meditación, ya que este es uno de los lugares más religiosos de Nepal.

## Lugares de interés
Naraiani poseía el parque nacional más viejo y más famoso del Nepal: Chitwan (932 km²), creado para ser una de las reservas naturales más ricas de Asia, renombradas por sus tigres de Bengala y los rinocerontes indios blancos. Al sudeste el parque es complementado por la reserva de fauna persa con otros 499 km².
Naraiani era una de las pocas zonas que fue abandonada y se mantuvo relativamente intacta por la insurrección maoísta hasta ahora. Era una de las zonas relativamente prósperas de Nepal con un mercado de comercio vibrante con India cuyo efecto fácilmente puede ser visto en la ciudad fronteriza de Birgunj. La ciudad de Birgunj era la capital de esta zona.

## Localidades
- Bhimfedi

- Datos: Q9183
- Multimedia: Narayani Zone / Q9183